# Metamora (Illinois)
Metamora é uma vila localizada no estado americano de Illinois, no Condado de Woodford.

## Demografia
Segundo o censo americano de 2000, a sua população era de 2700 habitantes.
Em 2006, foi estimada uma população de 3195, um aumento de 495 (18.3%).

## Geografia
De acordo com o United States Census Bureau tem uma área de
3,6 km², dos quais 3,6 km² cobertos por terra e 0,0 km² cobertos por água. Metamora localiza-se a aproximadamente 219 m acima do nível do mar.

## Localidades na vizinhança
O diagrama seguinte representa as localidades num raio de 16 km ao redor de Metamora.